# Совхозный сельсовет (Коченёвский район)
Совхозный сельсовет — сельское поселение в Коченёвском районе Новосибирской области Российской Федерации.
Административный центр — посёлок Белобородово.

## История
Статус и границы сельского поселения установлены Законом Новосибирской области от 2 июня 2004 года № 200-ОЗ «О статусе и границах муниципальных образований Новосибирской области»

## Население
| 2002  | 2010  | 2012  | 2013  | 2014  | 2015  | 2016  |
| ----- | ----- | ----- | ----- | ----- | ----- | ----- |
| 1191  | ↗1312 | ↗1379 | ↗1479 | ↗1521 | ↗1590 | ↗1668 |
| 2017  | 2018  | 2019  | 2020  | 2021  |       |       |
| ↗1698 | ↗1706 | ↘1659 | ↗1678 | ↗1708 |       |       |

## Состав сельского поселения
| № | Населённый пункт | Тип населённого пункта          | Население |
| - | ---------------- | ------------------------------- | --------- |
| 1 | Белобородово     | посёлок, административный центр | ↘314      |
| 2 | Кумысный         | посёлок                         | ↗408      |
| 3 | Новоотрубное     | деревня                         | ↘214      |
| 4 | Семёновский      | посёлок                         | ↘98       |
| 5 | Троицк           | деревня                         | ↘278      |
| 6 | 3277 км          | населённый пункт                | →0        |